# Nephepeltia
Nephepeltia ist eine aus sechs Arten bestehende Libellengattung. Die Gattung gehört zur Unterfamilie Brachydiplacinae und wurde 1889 durch Calvert beschrieben. Als Generotyp diente eine bis dahin als Libellula phryne bezeichnete Libelle. Das Verbreitungsgebiet erstreckt sich von Panama bis Perú und Brasilien.

## Merkmale
Nephepeltia-Arten sind kleine Libellen und erreichen Längen zwischen 19 und 28 Millimetern. Der Hinterleib (Abdomen) ist schwarz mit gelben Markierungen auf den ersten sieben Segmenten. Der Brustkorb (Thorax) ist auf der Oberseite sehr dunkel und geht auf den Seiten in ein schwärzliches metallisches Blau über. Ihr Gesicht ist weiß und ihre Komplexaugen sind bei erwachsenen Männchen türkis.
Ihre Flügel sind meist durchsichtig. Manchmal sind sie an der Basis bernsteinfarben. Die letzte Antenodalader im Vorderflügel ist vollständig, reicht also von der Costalader bis zur Radiusader.

## Systematik
Folgende Arten werden zur Gattung Nephepeltia gezählt:
- Nephepeltia aequisetis
- Nephepeltia berlai
- Nephepeltia chalconota
- Nephepeltia flavifrons
- Nephepeltia leonardina
- Nephepeltia phryne